# Parchís
Parchís fou un grup infantil català de música nascut el 1979 a Barcelona. Van tenir una carrera fulgurant i internacional, publicant vint albums i fent set pel·lícules fins al 1985, quan es produí la seva caiguda i desaparició.
Van destacar per la compenetració entre els membres del grup i les coreografies amb tots els colors movent-se rítmicament per l'escenari, convertint-se en un fenomen social. El quintet original estaba format per Tino, Iolanda, Gemma, Òscar i David, les quatre fitxes i el dau del joc de taula parxís:
- Tino, Constantino Fernández (Barcelona, 1967), fitxa vermella del 1979 al 1983.
- Iolanda, Iolanda Ventura (Barcelona, 1968), filla de Rudy Ventura, fitxa groga entre el 1979 i el 1985.[3]
- Gemma, Gemma Prat (Barcelona, 1968), fitxa verda del 1979 al 1985.
- Òscar, Òscar Ferrer (Barcelona, 1971), fitxa blava del 1979 al 1981,[4] reemplaçat per Frank, Frank Díaz, (Barcelona, 1971), del 1981 al 1985.
- David, David Muñoz (Barcelona, 1970), fitxa blanca, el dau, del 1979 al 1984.

## Història
A l'estiu de 1979 la companyia de discos Belter va publicar un anunci a La Vanguardia on convidava nens d'entre 8 i 12 anys que cantessin bé i tinguessin ritme a presentar-se a una prova per formar part d'un grup musical i gravar discos. Es necessitaven quatre components, un per cada fitxa del joc de taula -la groga, la vermella, la verda i la blava-. Durant la selecció es va afegir-hi un cinquè membre, el blanc, que representaba el dau del joc. El seu debut televisu es va fer al programa Aplauso, programa de música de Televisió Espanyola, l'octubre de 1979. El desembre del 1979, el grup va publicar el seu primer àlbum, «Las 25 super canciones de los peques», un disc que recopilava versions d'èxits com Gloria d'Umberto Tozzi o In the navy dels Village People.
El grup va viure una època daurada fins al 1985. Van triomfar a Espanya i els països llatinoamericans, van enregistrar 20 àlbums, van guanyar un disc d'or i dos de platí, van omplir l'Estadi Azteca de Ciutat de Mèxic i van fer set pel·lícules entre el 1980 i el 1983. La marxa de Tino Fernández el 1983 va començar a afectar la popularitat del grup, que va continuar actiu fins al 1985, any on la fallida de la discogràfica Belter va acabar de segellar el final del grup.
El 10 de juliol de 2019, Netflix va estrenar un documental sobre el grup, dirigit per Daniel Arasanz, on els seus integrants expliquen com van viure aquella experiència i relaten com va ser el pas de l'adolescència a la vida adulta.